# Антонијо Ло Пјано (Рагуза)
Антонијо Ло Пјано је насеље у Италији у округу Рагуза, региону Сицилија.
Према процени из 2011. у насељу је живело 17 становника. Насеље се налази на надморској висини од 376 м.